# Duvergé (kommun)
Duvergé är en kommun i Dominikanska republiken.   Den ligger i provinsen Independencia, i den sydvästra delen av landet, 160 km väster om huvudstaden Santo Domingo. Antalet invånare  kommunen är cirka 12 000.
Terrängen i Duvergé är varierad.